# Rie fu
Rie fu (яп. リエ フゥ Риэ фу:), настоящее имя Риэ Фунакоси (яп. 舩越 里恵 Фунакоси Риэ, род. 11 января 1985 года в Токио) — японская певица.
Риэ Фунакоси — автор и исполнительница собственных песен, чей музыкальный спектр охватывает практически все стили музыки, начиная от рока и заканчивая фолком.

## Детство
Родилась 11 января 1985 года в Токио. В 7 лет она вместе с родителями переехала в США, штат Мэриленд, и жила там вплоть до 1995 года. В Америке Риэ также приобрела свой первый музыкальный опыт, начав играть на фортепиано.

## Дебют
Вернувшись в Японию, она поступила в старшую школу, где проучилась до 2003 года, и в этот период Риэ начала играть на гитаре. Чтобы получить свои первые отзывы, Риэ Фунакоси записала свои песни на маленький диктофон и отправила их нескольким звукозаписывающим лейблам. Sony заинтересовались начинающей исполнительницей, и карьера Риэ Фунакоси началась со статуса подопечной мэйджер-лейбла.
«Rie who?!» стал её дебютным синглом, вышедшем в марте 2004, и немного спустя вышел следующий сингл «Life is like a Boat». Эта песня была использована в качестве закрывающей темы аниме «Bleach» и принесла Риэ огромную популярность.

## Развитие карьеры
В период с 2004 по 2007 молодая певица жила в Великобритании, являясь студенткой Лондонского Университета Искусств и периодически посещая родную Японию. Во время учёбы в Лондоне она также выпустила несколько синглов и выступала в различных клубах и на фестивалях. Окончание университета Риэ отпраздновала выходом сингла «Tsukiakari», заглавная песня с которого была использована в аниме «Darker than Black».

## Дискография
- For You
- at Rie sessions
- URBAN ROMANTIC
- PRESENT
- Romantic
- Home
- Tobira Album
- 5000
- Until I Say
- ROSE ALBUM
- Tiny Tiny Melody
- I Wanna Go To A Place…
- Rie fu
- Life is Like a Boat
- Rie who!?